# 喻学轩
喻学轩（1990年12月10日—2010年7月25日），网名时波，是北京市的地铁迷，北京丰台人，曾经关注北京地铁的建设进度与北京巴士的路线而出名。2010年7月25日晚去大兴线在建的新宫站探险，因跌落在隧道中的消防井而死。
事发之后，当地公安亦开始介入搜查，发现喻学轩在2010年7月25日离家之后一直未曾返回，根据线索，其搭乘巴士去新宫站附近搞地铁探险。随后询问周边工地人员并通过手机定位，发现其进入新宮站隧道并跌落消防井里面被淹死，而喻学轩的遗体在29日被打捞出水。从2010年7月29日开始，地铁族论坛明文规定禁止任何网友在未经地铁方批准或任何安全防范的情况下，进入车站工地搞探险等活动。
这一事件亦引起中国大陆政府对于外人进入施工工地探险的反思。